# August Scherpenisse
August Scherpenisse, zw. Staf „de kleine klomp” (ur. 6 stycznia 1912 w Antwerpii, zm. w 1988 tamże) – belgijski zapaśnik walczący w stylu klasycznym. Olimpijczyk z Berlina 1936, gdzie zajął osiemnaste miejsce w wadze piórkowej.

## Turniej wBerlinie 1936
| Konkurencja          | Walki                      | Klas. końcowa |
| Konkurencja          | Przeciwnik I               | Miejsce       |
| -------------------- | -------------------------- | ------------- |
| 61 kg styl klasyczny | Krisjānis Kundziņš (LAT) P | 18.           |